# BR-116
De BR-116 is een rodovia in Brazilië. De rodovia is 4542 kilometer lang. 

## Deelstaten
De BR-116 loopt door de volgende deelstaten:
- Ceará
- Pernambuco
- Bahia
- Minas Gerais
- Rio de Janeiro
- São Paulo
- Paraná
- Santa Catarina
- Rio Grande do Sul

## Steden
De BR-116 komt langs de volgende steden:
- Fortaleza
- Limoeiro do Norte
- Salgueiro
- Tucano
- Feira de Santana
- Jequié
- Vitória da Conquista
- Teófilo Otoni
- Governador Valadares
- Leopoldina
- Petrópolis
- Rio de Janeiro
- Volta Redonda
- Resende
- Guaratingueta
- Taubaté
- São José dos Campos
- São Paulo
- Curitiba
- Campo de Santana
- Mafra
- Lages
- Vacaria
- Caxias do Sul
- Novo Hamburgo
- Canoas
- Porto Alegre
- Pelotas
- Jaguarão